# Ростафинский, Йозеф
Юзеф Томаш Ростафи́ньский (Józef Tomasz Rostafiński, 1850—1928) — польский ботаник, профессор Ягеллонского университета и директор ботанического сада в Кракове. Член Польской академии знаний и пионер польской флористики.

## Биография
Изучал естественные науки с 1866 по 1869 год в Варшаве. Затем учился в Йене, Галле и Страсбурге. С 1877 года член-корреспондент Академии знаний. Работал по низшим организмам («Haematococcus lacustris», «Versuch eines Systems der Mycetozoen» и др.).